# Abbaye de Snowmass
L'abbaye saint-Benoît de Snowmass est une abbaye cistercienne située à 2 400 mètres d'altitude dans le comté de Pitkin, au Colorado. Fondée en 1956, elle est toujours en activité.
L'abbaye est en particulier connue grâce à la très forte notoriété d'un de ses fondateurs, le père Thomas Keating.

## Localisation
L'abbaye est située dans le massif des monts Elk, à quelques kilomètres au nord de Snowmass Mountain, et à quelques kilomètres au sud du village de Snowmass (en) auquel elle est administrativement rattachée.

## Histoire

### Fondation
La fondation de Snowmass intervient à la fin d'une vague de vocations religieuses très importante aux États-Unis. Un groupe de quatre moines venant de l'abbaye de Spencer, dans le Massachusetts, arrive pour fonder l'abbaye, et est bientôt complété par un renfort de neuf autres moines.

### Développement
Le terrain sur lequel les moines s'établissent mesure trois mille acres, soit un peu plus de mille deux cents hectares. Les premières années, les moines demeurent dans un ancien ranch en brique pendant qu'ils construisent leur monastère.
En 1958, Thomas Keating accompagné de plusieurs moines arrive au monastère et prend la tête de la communauté. Il n'y reste que trois ans, les moines de Spencer le rappelant ensuite pour devenir leur abbé.

### Crise et renouvellement

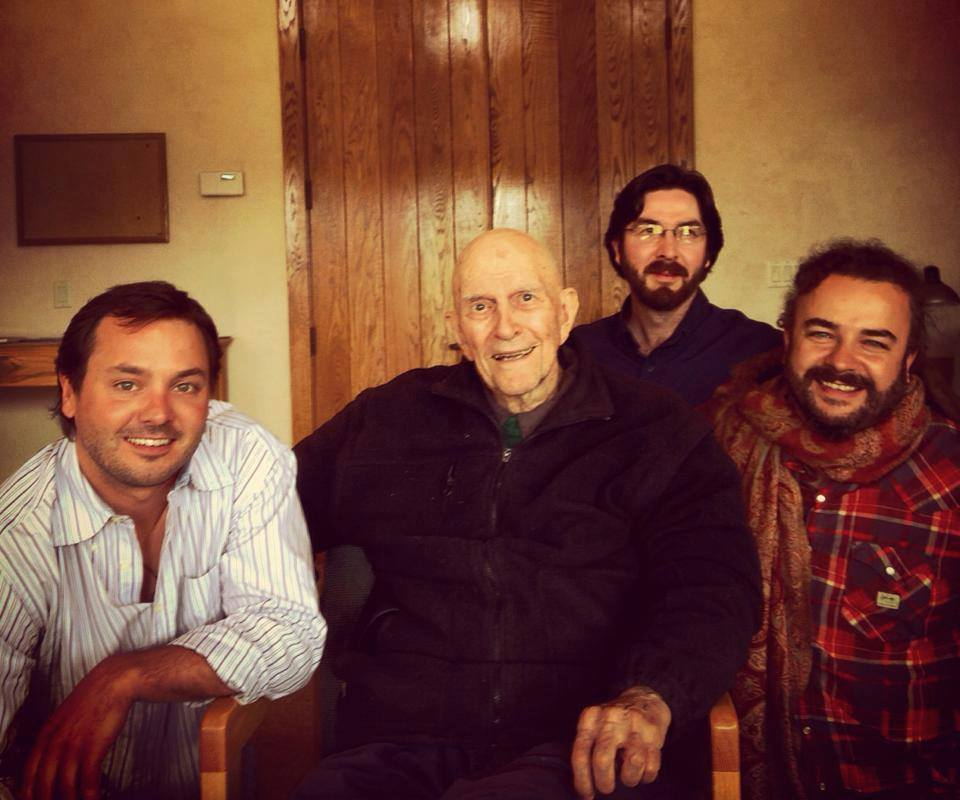
Thomas Keating entouré de trois hommes de la mouvance du nouveau monachisme en 2014.

À la suite du Concile Vatican II, une période d'incertitude commence pour les moines, dont certains abandonnent la vie religieuse. En 1978, la communauté est très diminuée, ne comptant plus que sept membres. Les moines, cherchant alors à retrouver la spiritualité originelle de l'ordre cistercien, se plongent alors dans les écrits fondateurs, notamment de Bernard de Clairvaux et d'Ælred de Rievaulx, récemment traduits en anglais. En 1984, Thomas Keating quitte sa charge abbatiale et revient à Snowmass en tant que simple moine.
En 1995, répondant à l'intérêt croissant des populations pour des retraites spirituelles, la communauté construit un bâtiment d'accueil ainsi que huit ermitages à proximité. En parallèle, en 2000, notamment en raison du vieillissement progressif de la communauté, une nouvelle aile est ajoutée au bâtiment, comprenant entre autres une infirmerie, une extension de la bibliothèque et une salle capitulaire,.
En 2021, la communauté compte huit moines.

### Liste des abbés
- Leo Slatterie, supérieur du 6 mars 1956 à octobre 1958
- Thomas Keating, supérieur d'octobre 1958 au 29 août 1961
- Joachim Viens, supérieur de 1961 à mars 1968
- Michael Abdo, supérieur de mars 1968 au 3 février 1970, puis abbé de cette date au 5 juin 1980, enfin supérieur ad nutum jusqu'au 28 avril 1985
- Joseph Boyle, abbé de 1985 à 2018[3]
- Charles Albanese, abbé depuis le 12 janvier 2019[2]

## Vie de la communauté
À ses débuts, la communauté vit de la fabrication de bonbons ; mais cette activité doit rapidement s'arrêter, car les friandises concoctées en haute montagne s'effritent dès qu'elles sont exportées à des altitudes plus basses. Les moines se tournent alors vers l'élevage bovin, plus précisément le naissage, c'est-à-dire la mise bas et l'élevage de jeunes veaux avant de les vendre à des éleveurs pratiquant ensuite l'engraissement. Toutefois, cette activité réclame une importante main-d'œuvre, que ne peut fournir la communauté monastique. Dans les années 1960, celle-ci décide de vendre son cheptel et de basculer vers un élevage de volailles, principalement en vue de vendre les œufs ; cette activité commence en 1967 et dure jusqu'en 1985.
Au XXIe siècle, l'exploitation du bétail a repris, profitant des vastes pâturages disponibles.